# イスマ・ルイス
イスマエル・"イスマ"・ルイス・サンチェス（Ismael "Isma" Ruiz Sánchez 、2001年2月14日 - ）は、スペイン・アンダルシア州ゴハル出身のサッカー選手。コルドバCF所属。ポジションはMF。

## クラブ経歴
アンダルシア州のゴハルに生まれ、地元アマチュアクラブのCAラ・スビアのカンテラでキャリアをスタートさせた。2010年にラ・スビアを退団後はアンダルシア州各地のクラブを渡り歩き、2016年に入団したグラナダCFのカンテラで落ち着いた 。2018-19シーズンにグラナダCFのBチームデビューを果たすと、2019年7月19日、クラブとの契約を2023年6月末で延長した。
2019年12月17日、コパ・デル・レイのCEルスピタレート戦にて、46分にアントニオ・プエルタスと交代するまで試合に出場してトップチームデビューを果たした。ラ・リーガデビューは、翌年11月8日のレアル・ソシエダ戦である。
2022年8月19日、UDイビサにレンタル移籍した。
2023年8月9日、コルドバCFに3年契約で移籍した。

## 個人成績
| クラブ        | シーズン     | リーグ戦       | リーグ戦 | リーグ戦 | 国内カップ | 国内カップ | 国際大会 | 国際大会 | 合計 | 合計 |
| クラブ        | シーズン     | ディヴィジョン | 出場     | 得点     | 出場       | 得点       | 出場     | 得点     | 出場 | 得点 |
| ------------- | ------------ | -------------- | -------- | -------- | ---------- | ---------- | -------- | -------- | ---- | ---- |
| グラナダB     | 2018-19      | セグンダB      | 3        | 0        | -          | -          | -        | -        | 3    | 0    |
| グラナダB     | 2019-20      | セグンダB      | 15       | 0        | -          | -          | -        | -        | 15   | 0    |
| グラナダB     | 2020-21      | セグンダB      | 24       | 1        | -          | -          | -        | -        | 24   | 1    |
| グラナダB     | クラブ通算   | クラブ通算     | 42       | 1        | 0          | 0          | 0        | 0        | 42   | 1    |
| グラナダ      | 2019-20      | ラ・リーガ     | 0        | 0        | 1          | 0          | -        | -        | 1    | 0    |
| グラナダ      | 2020-21      | ラ・リーガ     | 1        | 0        | 2          | 0          | 1        | 0        | 4    | 0    |
| グラナダ      | 2021-22      | ラ・リーガ     | 8        | 0        | 1          | 0          | -        | -        | 9    | 0    |
| グラナダ      | クラブ通算   | クラブ通算     | 9        | 0        | 4          | 0          | 1        | 0        | 14   | 0    |
| イビサ (loan) | 2022-23      | セグンダ       | 16       | 0        | 0          | 0          | -        | -        | 16   | 0    |
| キャリア通算  | キャリア通算 | キャリア通算   | 67       | 1        | 4          | 0          | 1        | 0        | 72   | 1    |